# Toumani Diabaté
Toumani Diabaté (født 10. august 1965, død 19. juli 2024) var en internationalt anerkendt musiker fra Mali. 
Han var ud af en gammel slægt af traditionelle vestafrikanske musikere og historiefortællere – grioter. Han spillede på et traditionelt afrikansk stregeinstrument – en kora.
Toumani Diabaté optrådte i Danmark på Roskildefestivalen.[kilde mangler]